# Alexander Michailowitsch Taschajew
Alexander Michailowitsch Taschajew (russisch Александр Михайлович Ташаев; * 23. Juni 1994 in Moskau) ist ein russischer Fußballspieler.

## Karriere

### Verein
Taschajew begann seine Karriere beim FK Dynamo Moskau. Im August 2014 stand er gegen den FK Rostow auch erstmals im Profikader von Dynamo. Im Dezember 2014 debütierte er für Dynamo, als er in der UEFA Europa League gegen die PSV Eindhoven in der Nachspielzeit für Balázs Dzsudzsák eingewechselt wurde. Im Mai 2015 gab er gegen Arsenal Tula auch sein Debüt in der Premjer-Liga, dies blieb sein einziger Ligaeinsatz in der Saison 2014/15.
In der Saison 2015/16 kam er zu 25 Einsätzen in der höchsten russischen Spielklasse, aus der er mit Dynamo allerdings zu Saisonende abstieg. In der Saison 2016/17 kam er zu 23 Einsätzen in der Perwenstwo FNL und stieg mit Dynamo nach einer Spielzeit wieder in die Premjer-Liga auf. Nach dem Wiederaufstieg absolvierte Taschajew in der Saison 2017/18 27 Erstligaspiele, in denen er sieben Treffer erzielte.
Zur Saison 2018/19 wechselte er zum Stadtrivalen Spartak Moskau. In seiner ersten Saison bei Spartak kam er zu 17 Einsätzen in der Premjer-Liga. Im September 2019 wurde er innerhalb der Liga an Rubin Kasan verliehen. In Kasan kam er während der Leihe zu sieben Einsätzen.
Zur Saison 2020/21 kehrte er wieder zu Spartak zurück. In Moskau kam er allerdings nur noch für die zweitklassige Reserve zum Einsatz, für die er bis Saisonende 16 Partien absolvierte. Zur Saison 2021/22 wechselte Taschajew zum Zweitligisten Rotor Wolgograd.

### Nationalmannschaft
Taschajew spielte im April 2013 drei Mal für die russische U-19-Auswahl. Zwischen September 2015 und September 2016 kam er zu sieben Einsätzen für das U-21-Team. Im Mai 2018 wurde er in den vorläufigen Kader der A-Nationalmannschaft für die Heim-WM berufen, im endgültigen Kader fand er allerdings keine Berücksichtigung mehr.